# 12 (Album)
12 ist das zwölfte Studioalbum des deutschen Rockmusikers Herbert Grönemeyer. Bereits einige Tage nach der Veröffentlichung am 2. März 2007 erreichte das Album die Spitze der deutschen Albumcharts. Das Album wurde auch als Special Edition vertrieben, welche neben der Standard-CD eine DVD enthält, die das gesamte Album als 5.1-Mix in Dolby Digital 5.1 und DTS 96/24, sowie in PCM-Stereo beinhaltet. Um die größtmögliche Kompatibilität mit den verschiedensten Abspielgeräten zu gewährleisten, ist diese DVD als DVD-Video ausgeführt.
Bei dem Lied Spur wirkt Arezu Weitholz als Koautor mit.

## Namensgebung
Den Titel des Albums, das er mittlerweile Kopf hoch, tanzen nennen würde, erklärt Grönemeyer nicht nur damit, dass es sich um das zwölfte Studioalbum in seiner Karriere handelt. Er habe außerdem am 12. April Geburtstag und auf dem Album seien 12 Lieder zu finden. Laut seiner Interpretation der chinesischen Zahlensymbolik sind 1 und 2 die Symbole für Mann und Frau und 3 für das Kind – in diesem Fall das dritte Album, das zusammen mit Alex Silva entstand. Abschließend sprach auch das „ö“ in der Mitte des Zahlwortes Zwölf für den Albumtitel.

## Titelliste
1. Lied 1 – Stück vom Himmel – 4:06
2. Lied 2 – Kopf hoch, tanzen – 3:54
3. Lied 3 – Du bist die... – 3:45
4. Lied 4 – Marlene – 3:38
5. Lied 5 – Flüsternde Zeit – 3:40
6. Lied 6 – Leb in meiner Welt – 4:25
7. Lied 7 – Ich versteh... – 3:30
8. Lied 8 – Ohne dich – 4:10
9. Lied 9 – Spur – 3:47
10. Lied 10 – Zieh deinen Weg – 4:05
11. Lied 11 – Zur Nacht – 3:00
12. Lied 12 – Liebe liegt nicht – 6:40

## Singleauskopplungen
Vorab wurden die Titel „Lied 1 – Stück vom Himmel“ und „Lied 11 – Zur Nacht“ als Auskopplung auf der Single „Lied 1 – Stück vom Himmel“ veröffentlicht. (Auf der Titelliste der Single steht fälschlicherweise „Lied 7 – Zur Nacht“, tatsächlich wurde es auf dem Album „Lied 11 – Zur Nacht“)
Lied 1 – Stück vom Himmel war im Jahre 2007 die 49.-erfolgreichste Single in Deutschland.
Singles in den Charts

| Jahr | Titel                       | Höchstplatzierung, Gesamtwochen, AuszeichnungChartplatzierungen (Jahr, Titel, , Platzierungen, Wochen, Auszeichnungen, Anmerkungen) | Höchstplatzierung, Gesamtwochen, AuszeichnungChartplatzierungen (Jahr, Titel, , Platzierungen, Wochen, Auszeichnungen, Anmerkungen) | Höchstplatzierung, Gesamtwochen, AuszeichnungChartplatzierungen (Jahr, Titel, , Platzierungen, Wochen, Auszeichnungen, Anmerkungen) | Anmerkungen                                               |
| Jahr | Titel                       | DE | AT | CH | Anmerkungen                                               |
| ---- | --------------------------- | --- | --- | --- | --------------------------------------------------------- |
| 2007 | Lied 1 – Stück vom Himmel   | DE1 Gold · (13 Wo.)DE | AT5 (18 Wo.)AT | CH3 (22 Wo.)CH | Erstveröffentlichung: 2. Februar 2007 Verkäufe: + 150.000 |
| 2007 | Lied 3 – Du bist die        | DE42 (9 Wo.)DE | AT67 (3 Wo.)AT | CH99 (1 Wo.)CH | Erstveröffentlichung: 4. Mai 2007                         |
| 2007 | Lied 2 – Kopf hoch, tanzen  | DE66 (7 Wo.)DE | — | — | Erstveröffentlichung: 20. Juli 2007                       |
| 2007 | Lied 6 – Leb in meiner Welt | DE71 (2 Wo.)DE | — | — | Erstveröffentlichung: 26. Oktober 2007                    |

## Preise
- 2008: Echo Pop für das Beste Album 2007

## Kommerzieller Erfolg

### Chartplatzierungen
| ChartsChartplatzierungen | Höchstplatzierung | Wochen |
| ------------------------ | ----------------- | ------ |
| Deutschland (GfK)        | 1 (71 Wo.)        | 71     |
| Österreich (Ö3)          | 1 (28 Wo.)        | 28     |
| Schweiz (IFPI)           | 1 (27 Wo.)        | 27     |

| ChartsJahrescharts (2007) | Platzierung |
| ------------------------- | ----------- |
| Deutschland (GfK)         | 2           |
| Österreich (Ö3)           | 4           |
| Schweiz (IFPI)            | 11          |

| ChartsJahrescharts (2008) | Platzierung |
| ------------------------- | ----------- |
| Deutschland (GfK)         | 46          |

### Auszeichnungen für Musikverkäufe
| Land/Region        | Auszeichnungen für Musikverkäufe (Land/Region, Auszeichnung, Verkäufe) | Verkäufe  |
| ------------------ | ---------------------------------------------------------------------- | --------- |
| Deutschland (BVMI) | 4× Platin                                                              | (800.000) |
| Europa (IFPI)      | Platin                                                                 | 1.000.000 |
| Österreich (IFPI)  | 3× Platin                                                              | (60.000)  |
| Schweiz (IFPI)     | 3× Platin                                                              | (90.000)  |
| Insgesamt          | 11× Platin ·                                                           | 1.000.000 |